# Elektriciteitscentrale Veenhuizen
De Elektriciteitscentrale Veenhuizen is in 1909 gebouwd in opdracht van het Ministerie van Justitie naar een ontwerp van architect W.C. Metzelaar. De sinds 1912 opgewekte elektriciteit diende in de eerste plaats voor de verschillende werkplaatsen die deel uitmaakten van het Tweede Gesticht van het gevangeniscomplex te Veenhuizen. De centrale werd vanaf november 1927 alleen nog gebruikt als noodstroomvoorziening. Vanaf 1953 werd de centrale buiten werking gesteld, maar doordat de machines regelmatig 'getornd', dat wil zeggen handmatig werden rondgedraaid, bleven ze in redelijke staat bewaard. Na een uitgebreide renovatie van gebouw en motoren worden sinds 2011 weer demonstraties van de werkende centrale gegeven. De elektriciteitscentrale met bijbehorende inrichting is aangemerkt als rijksmonument en maakt nu deel uit van het Gevangenismuseum.

## Gebouw
Het sobere en functionele gebouw werd in 1909 gerealiseerd naar een ontwerp van architect W.C. Metzelaar, die ook verantwoordelijk is voor veel andere gebouwen in Veenhuizen. Het gebouw sluit aan bij de bebouwingsschaal van 'De Werf', met een zestal werkplaatsen: de smederij, de kuiperij, de klompenmakerij, de mandenmakerij, de houtzagerij, de timmermanswerkplaats en de wagenmakerij / meubelmakerij. Oorspronkelijk was de elektriciteitscentrale maar half zo groot als tegenwoordig, maar al in 1919 werd een tweede machinehal toegevoegd.
Het gebouw is opgetrokken uit baksteen op een rechthoekige plattegrond onder twee parallelle zadeldaken. Het rechter gedeelte is in 1919 in identieke stijl aangebouwd. Opvallend zijn de in marmer vervatte controlepanelen met aan de achterzijde (in een apart vertrek) geplaatste zekeringkasten met toebehoren. Bij de renovatie van de machinelokalen zijn sporen van de oude muurschilderingen teruggevonden. Die zijn opnieuw aangebracht.

## Motoren
In de centrale stond een turfgasgenerator waarin turf en houtafval werd vergast. 'Verpleegden' zorgden - eerst alleen overdag, later ook 's avonds en 's nachts - voor de aanvoer van de honderden kilo's turf die nodig waren om de motoren te laten draaien. Ze gebruikten rieten manden om de turf op te halen uit de dekschuiten die naast de elektriciteitscentrale konden aanleggen.
De eerste motor was een 50 PK zuiggasmotor van het merk Crossley. In 1919 volgde de uitbreiding met een tweede turfgasgenerator en een 100 PK Crossley zuiggasmotor. In 1934 werd de 50 PK Crossley vervangen door een van de Zuiderzeewerken afkomstige tweedehands 150 PK Kromhout dieselmotor. Deze was gekoppeld aan een 100 kW Smit Slikkerveer generator.

## Afbeeldingen

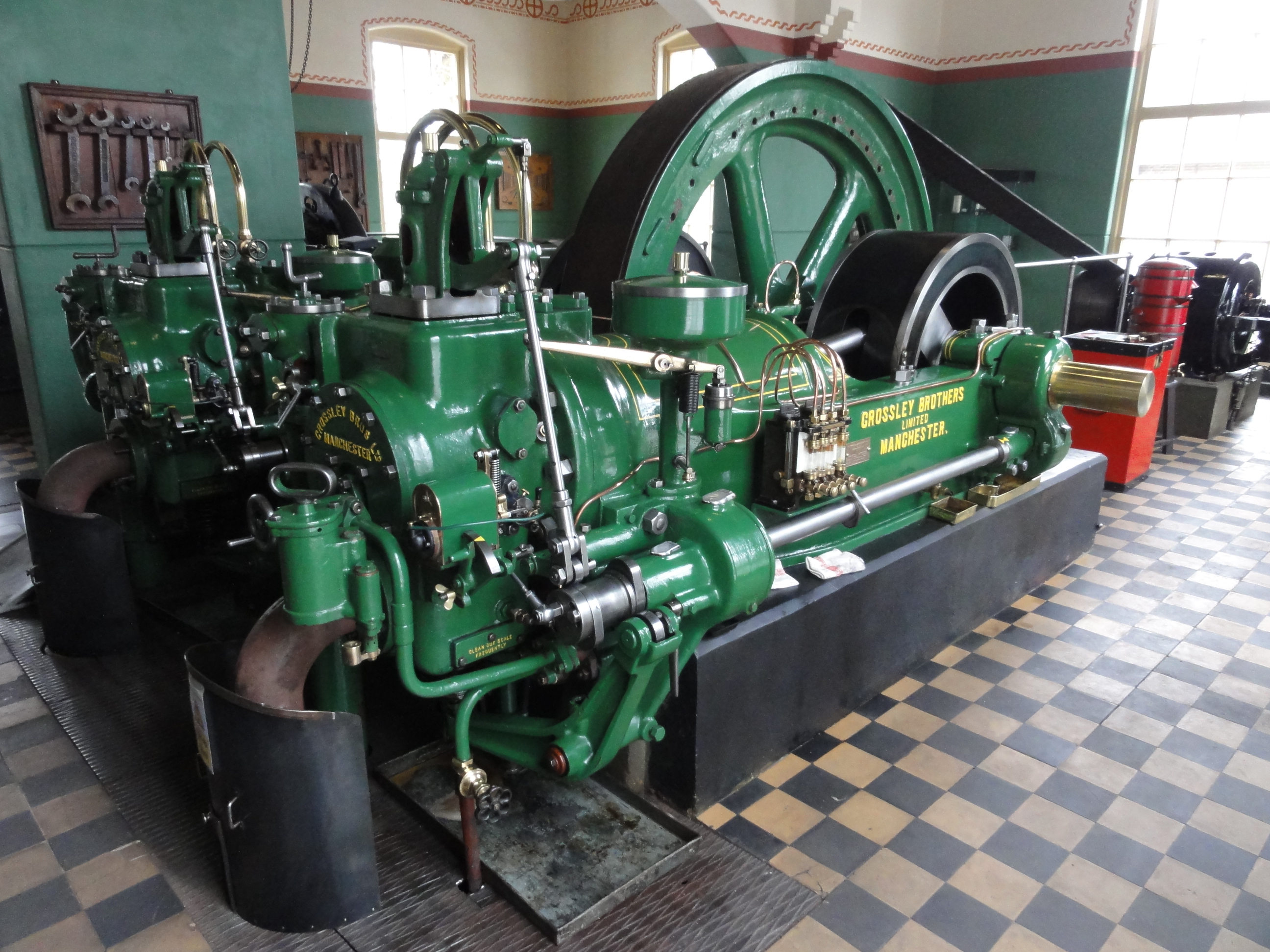
De Crossley zuiggasmotor (2013)
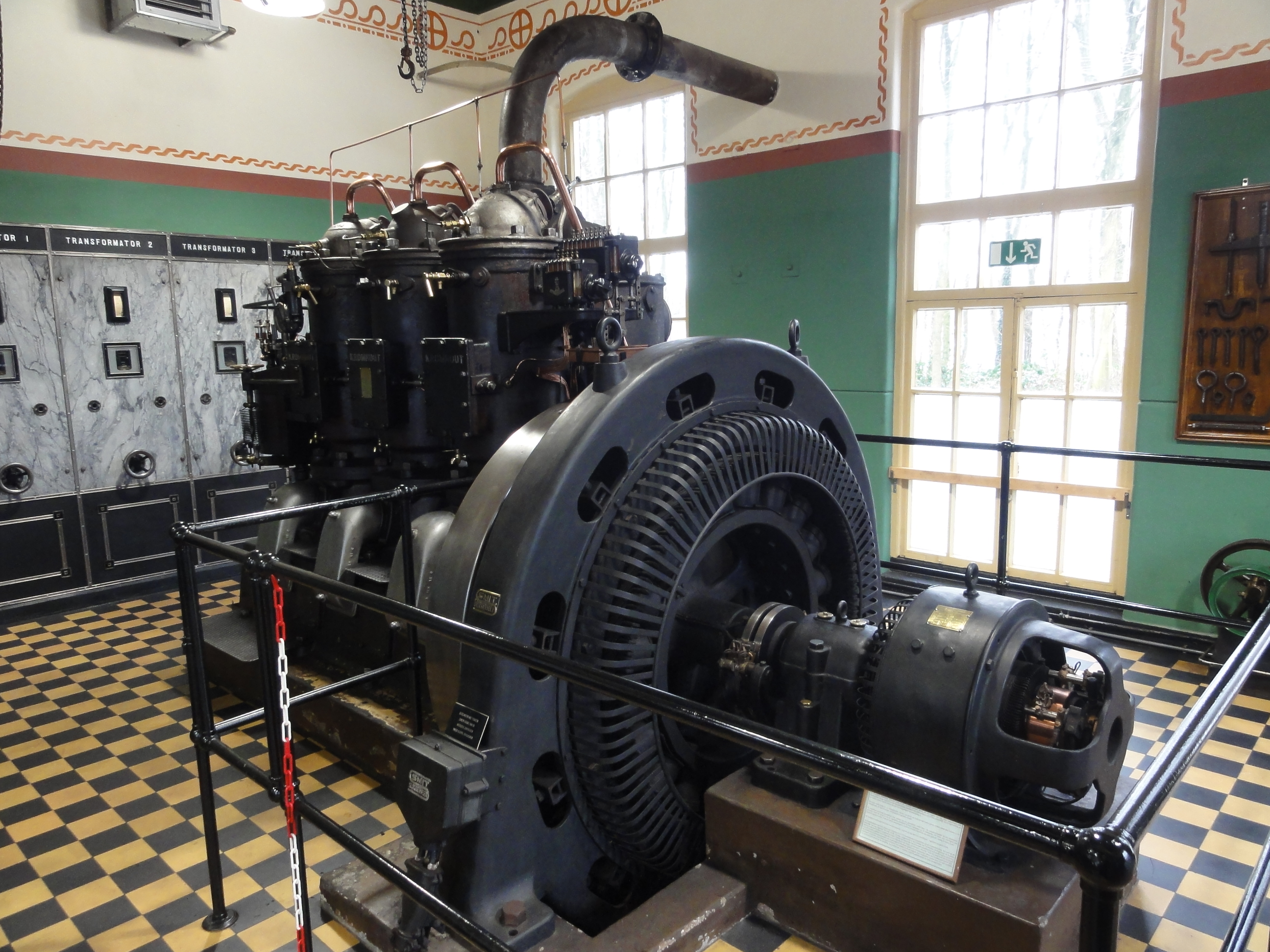
De generator van Smit Slikkerveer en de Kromhout-dieselmotor (2013)
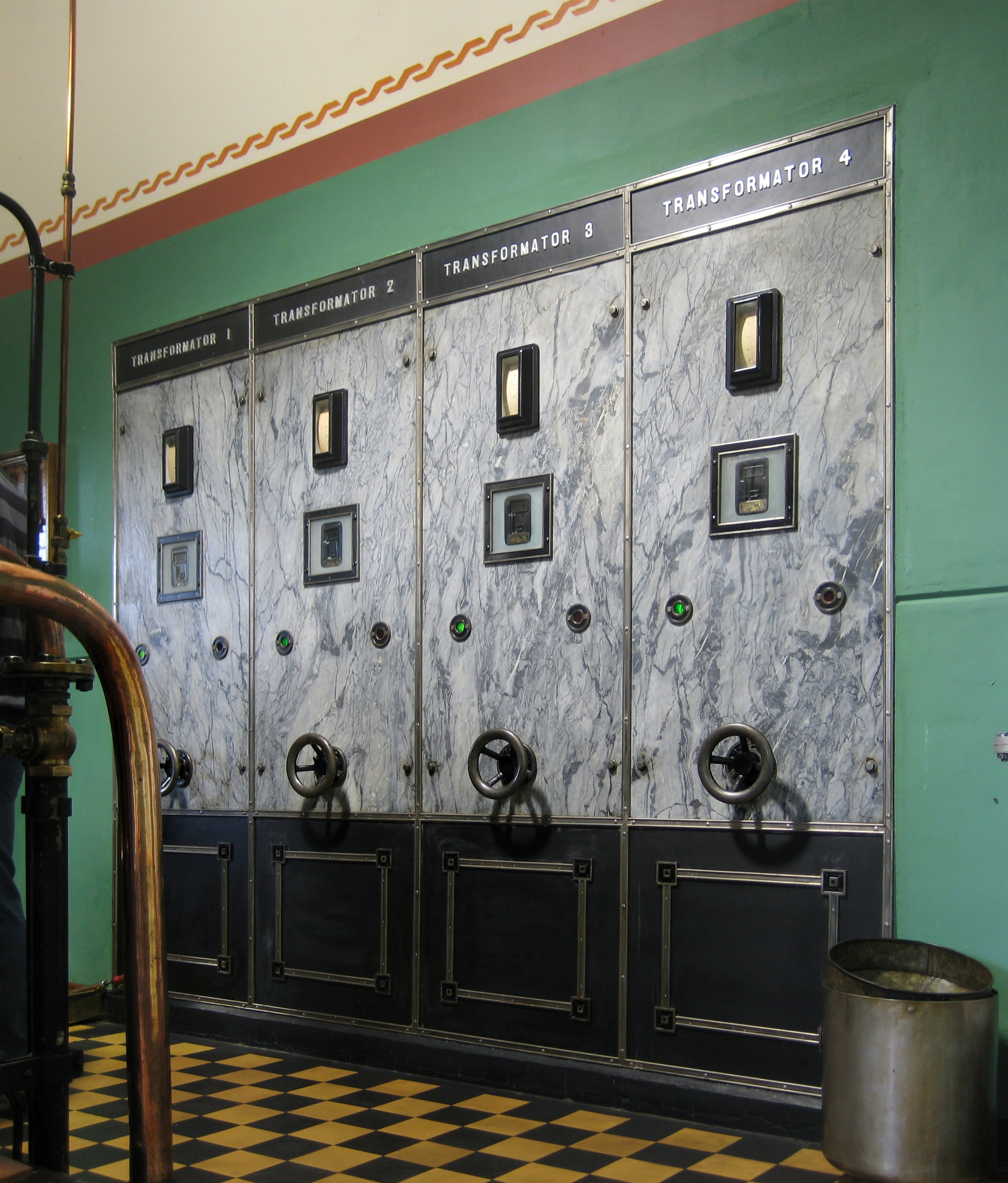
In marmer uitgevoerd transformatorpaneel (2013)
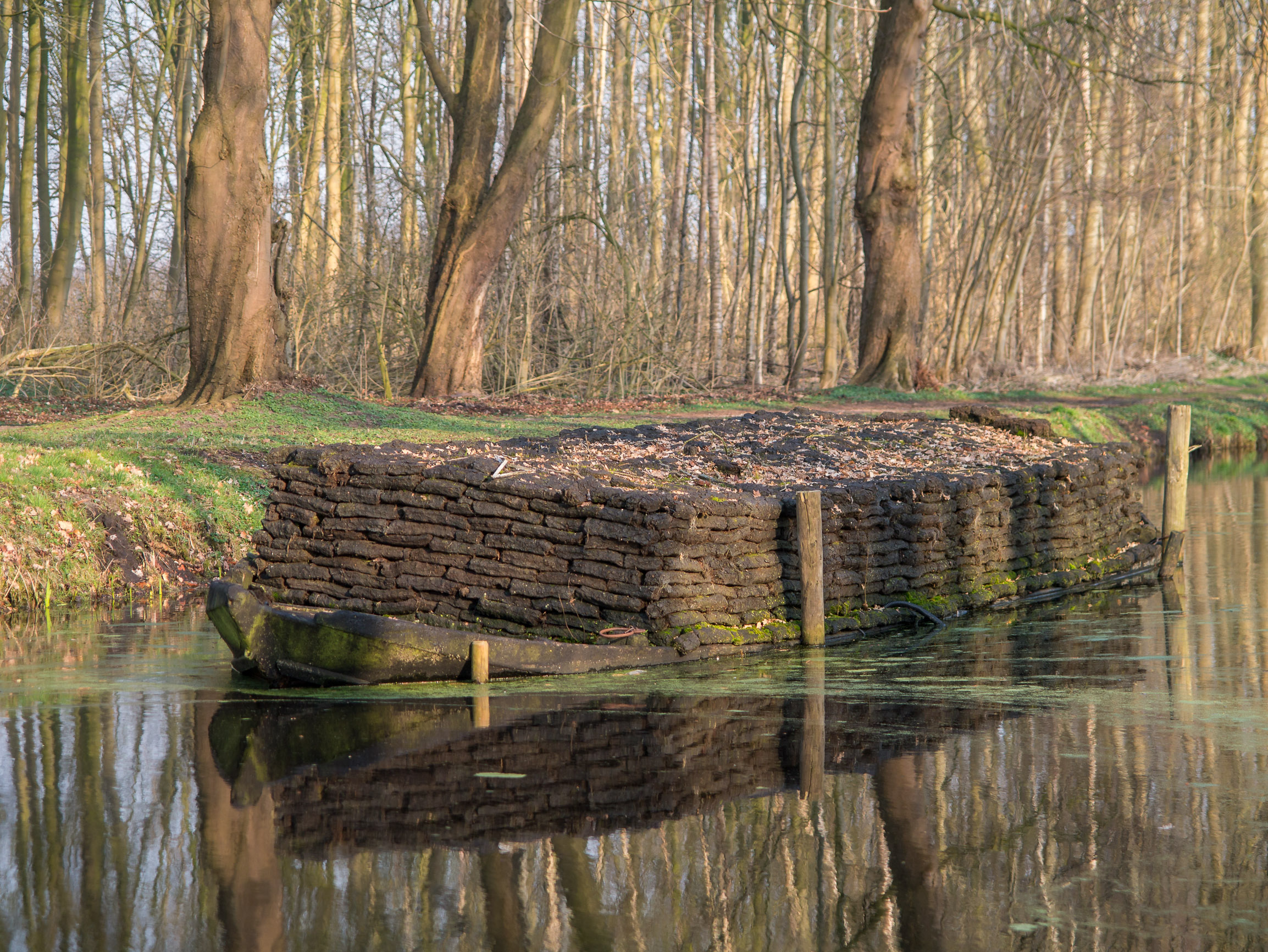
Pramen werden gebruikt voor het aanvoeren van turf